# Leptorhethum flavicolle
Leptorhethum flavicolle är en tvåvingeart som beskrevs av Becker 1923. Leptorhethum flavicolle ingår i släktet Leptorhethum och familjen styltflugor. Inga underarter finns listade i Catalogue of Life.